# Torre Siuyumbiké
La Torre Siuyumbiké (en tártaro: Сөембикә манарасы, Söyembikä manarası; en ruso: Башня Сююмбике), también llamada Mezquita del Khan (en tártaro: Xan Mäçete), es probablemente el símbolo más conocido de Kazán. Es una de las más altas estructuras del Kremlin de Kazán, que fue declarado Patrimonio de la Humanidad en 2000 por la Unesco, y está incluida entre las denominadas Torres inclinadas. A principios del siglo XX, su inclinación se calculó en 194 centímetros. En las décadas de 1930 y 1990 se han utilizado diversos métodos para enderezar la torre.
El objeto de la construcción de la torre de la fortaleza parece ser que fue la de vigilar el río Volga, localizado a 2 kilómetros de distancia, las orillas de uno de sus afluentes, el Kazanka (Казанка), y sus alrededores.

## Construcción
La construcción de la torre aún está envuelta en misterio. Muchos investigadores datan su construcción entre los siglos XVII y XVIII, cuando las torres escalonadas se hicieron muy populares en Rusia, pero otros fechan la torre en el siglo XVI, probablemente anterior a 1552.

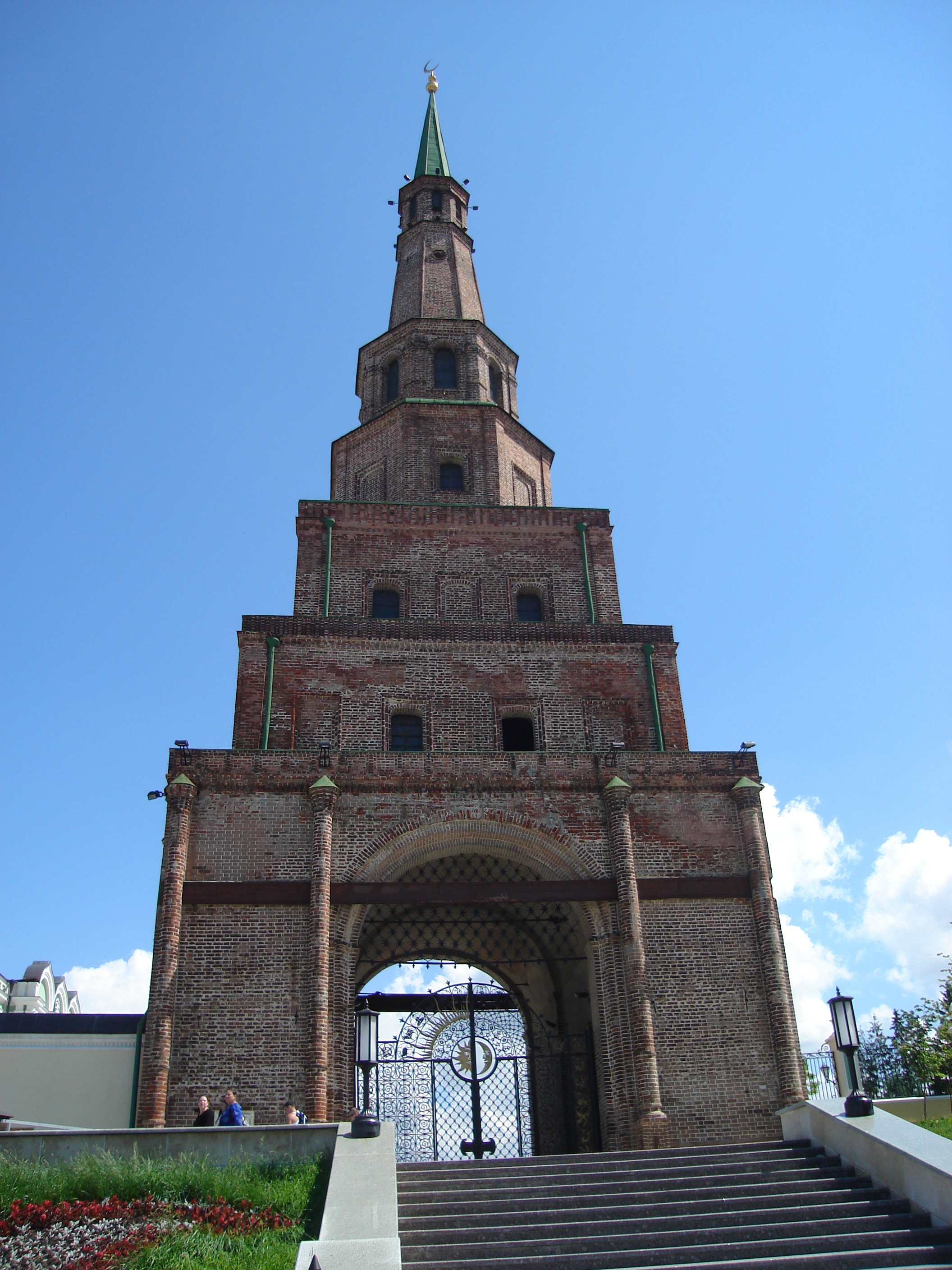
Vista desde la torre en 2007.

Algunos llegan a afirmar que la torres es tan solo lo que queda de la estructura de la ciudadela tártara pre-rusa. Si bien el edificio refleja algunas características originales de la arquitectura tártara, en su diseño se encuentra cierta influencia de las torres del Kremlin en Moscú. Los que apoyan esta teoría afirman que estructuras similares fueron construidas en Asia Central, que estaban política y culturalmente conectadas con el desaparecido kanato de Kazán. Hay indicios que prueban esta teoría, como el tamaño de la construcción, la ausencia de cualquier evidencia documental de ser una construcción rusa, el respeto a la torre por parte de la población tártara local, entre otros.
En el periodo imperial, la torre estaba coronada con un Águila bicéfala desde la década de 1930, que los bolcheviques reemplazaron con una estrella roja. Actualmente está coronada por una media luna musulmana dorada.

## Leyenda
Una leyenda afirma que la torre se erigió más de un siglo antes por los artesanos de Iván el Terrible en sólo una semana. La leyenda continúa afirmando que la reina Siuyumbiké se lanzó desde el piso más alto de la torre, de quien recibe su nombre. Dicha leyenda no tiene nada que ver con la historia real de la torre, ya que la reina Siuyumbiké fue detenida por las fuerzas de Moscú en 1551, y fue trasladada a la ciudad de Kasímov, muriendo años después. Esta leyenda se hizo popular desde principios del siglo XVIII.
Otra leyenda es que fue construida por la reina de Kazán en memoria de su marido muerto en 1549, Safa Guireya.
En siglo XIX entre la población tártara circuló una leyenda que decía que en la esfera dorado-plateada que estaba en la base de la torre, estaban ocultos ciertos documentos del período del kanato. A petición de la comunidad tártara, el gobernador de Kazán ordenó la retirada y el estudio de la esfera. Los documentos no estaban en su interior, aunque los testigos afirmaron que la esfera estaba oxidada y perforada, lo que podía haber facilitado la pérdida de los documentos, si ellos hubiesen estado allí.

## Tiempos modernos
En la actualidad, tiene una evidente desviación hacia el norte, con una variación de 1,98 metros con respecto a la vertical. A principios del siglo XX, el arquitecto Alekséi Shchúsev reprodujo el estilo estructural en la Estación de Kazán en Moscú. 